# Kalangas
Pour les articles homonymes, voir Kalanga.
Cet article concerne le peuple kalanga. Pour la langue kalanga, voir kalanga (langue).

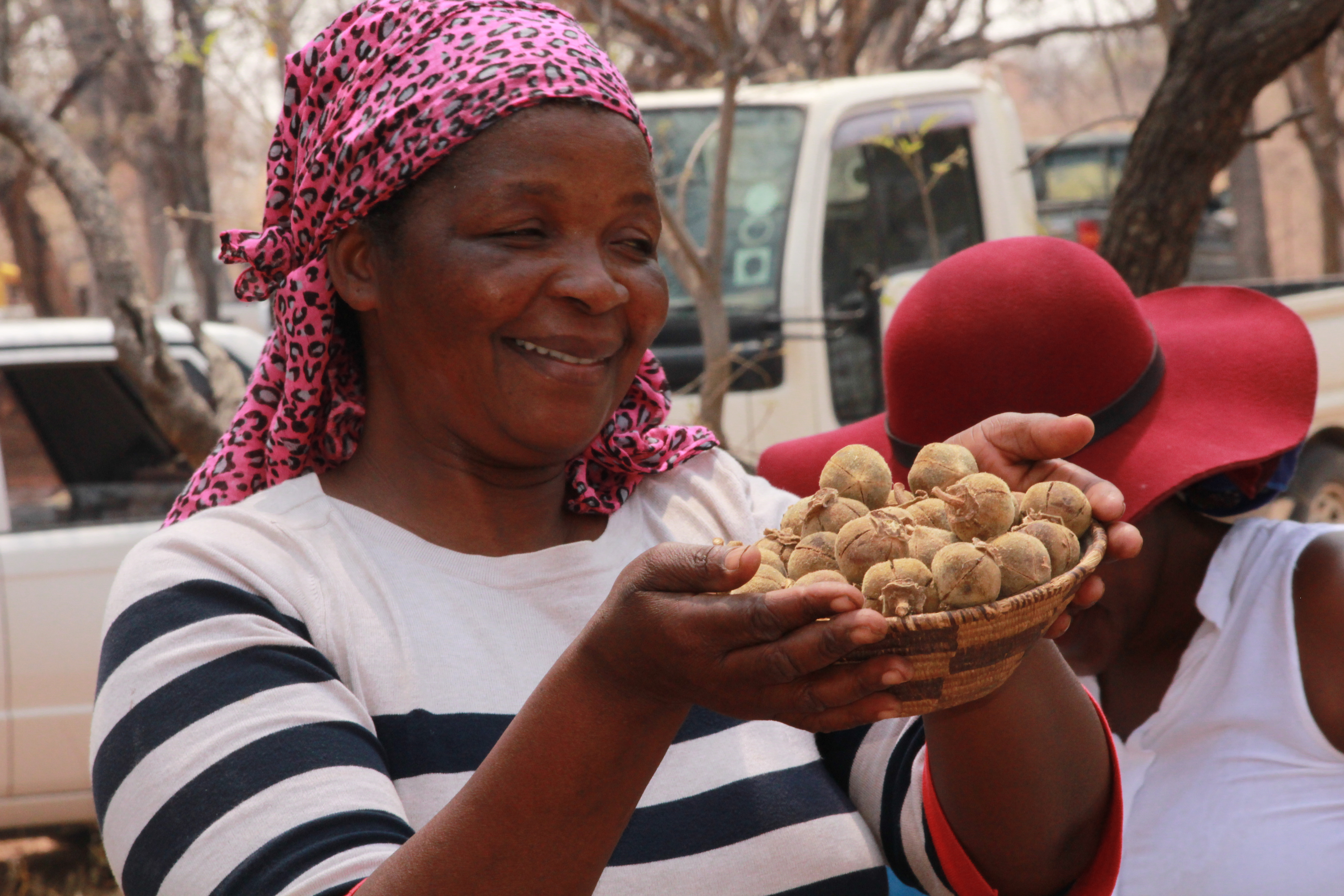
Femme kalanga du Botswana.

Les Kalangas sont une population d'Afrique australe vivant principalement dans le sud-ouest du Zimbabwe et à l'est du Botswana. Quelques communautés vivent également au Mozambique. Ils sont apparentés au grand groupe des Shonas. 

## Ethnonymie
Selon les sources et le contexte, on observe plusieurs variantes : Bakalanga, Bakalangas, Balilima, Banyayi, Kalaka, Kalangas, Vakalanga.

## Langue

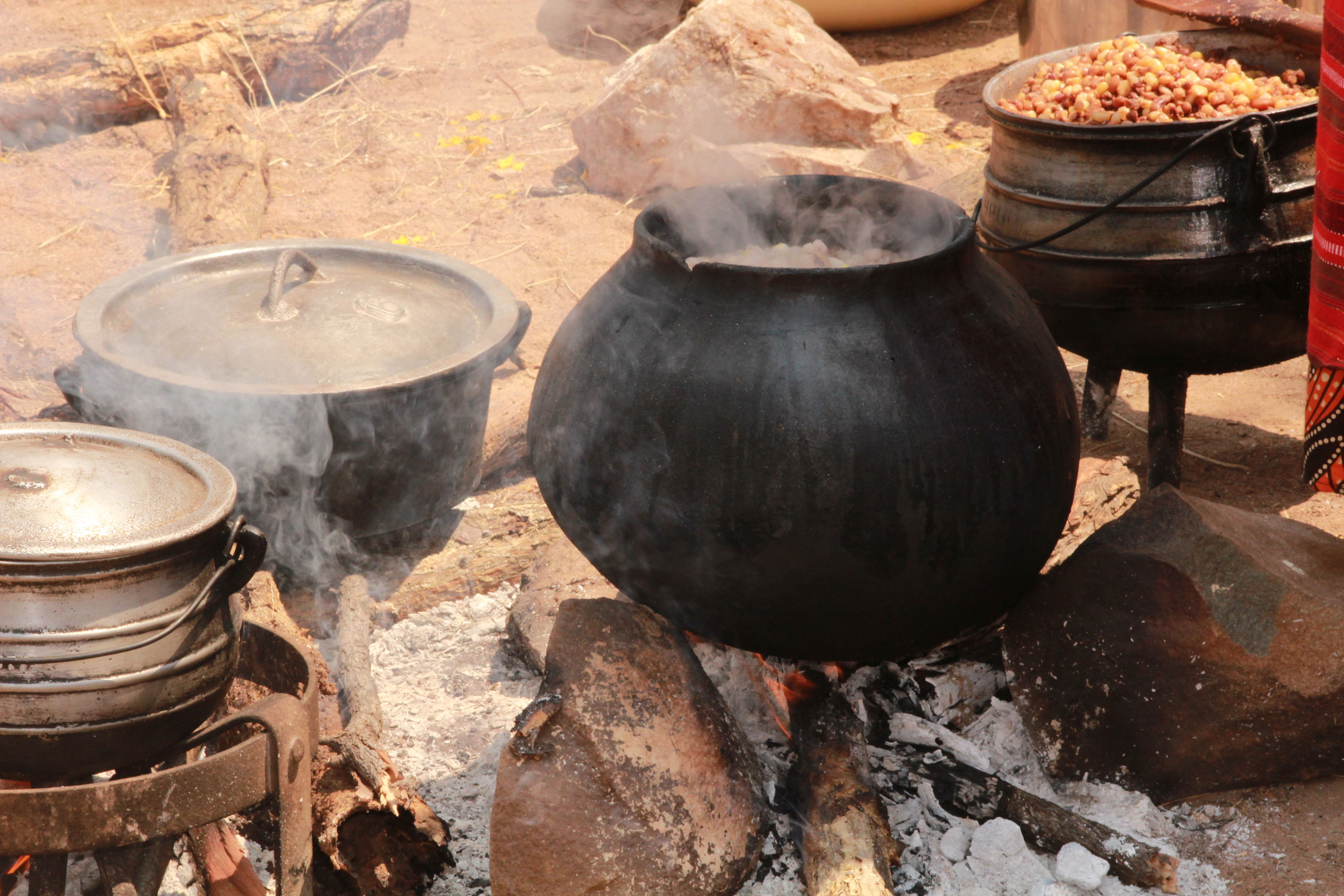
Préparation du traditionnel chimone au Botswana.

Leur langue est le kalanga, une langue bantoue. Le nombre de locuteurs a été estimé à 850 000 au début des années 2000, dont 700 000 au Zimbabwe en 2000 et 150 000 au Botswana en 2004

## Histoire
Les Kalangas sont installés dans la région depuis un bon millier d'années. Au Botswana ils constituent le second groupe démographique de langue non-tswana et supportent assez mal la position dominante des Tswanas dans leur pays. À l'époque coloniale déjà, ils avaient manifesté leurs revendications égalitaristes et nationalistes. Minoritaires au Botswana (avec les Basarwa et les Kgalagadi, ils représentent 4 % de la population), ils le sont également au Zimbabwe (5 %).

## Économie
Agriculteurs, ils cultivent le mil, le maïs, les citrouilles et les ignames, élevant aussi du bétail.